# Грацка група
Грацка група (на немски: Grazer Gruppe) е свободно литературно сдружение на млади австрийски писатели.
Групата възниква през 60-те години на XX век в Грац, столицата на южната австрийска провинция Каринтия. Свързана е с литературния Форум Щатпарк и списание манускрипте. Понятието „Грацка група“ е създадено от издателя на списанието Алфред Колерич. Първоначално към сдружението се числят младите Волфганг Бауер, Гунтер Фалк, Барбара Фришмут, Петер Хандке, Вилхелм Хенгстлер, Клаус Хофер и Алфред Колерич.
През следващите години към групата се присъединяват Хелмут Айсендле, Райнхард П. Грубер, Бернхард Хютенегер, Елфриде Йелинек, Герт Йонке, Герхард Рот, Харалд Зомер, Михаел Шаранг и Алфред Паул Шмит.
През 80-те години „Грацка група“ се попълва от ново поколение австрийски писатели като Лукас Цейпек, Гюнтер Айхбергер, Волф-Дитер Айгнер, Макс Гад, Валтер Гронд, Вернер Шваб и Франц Вайнцетл.
Към обкръжението на групата спадат Франц Бухризер, Инграм Хартингер, Алоис Нергоут, Розе Нагер, Петер Розай и Петер Уотърхаус.